# Breamore

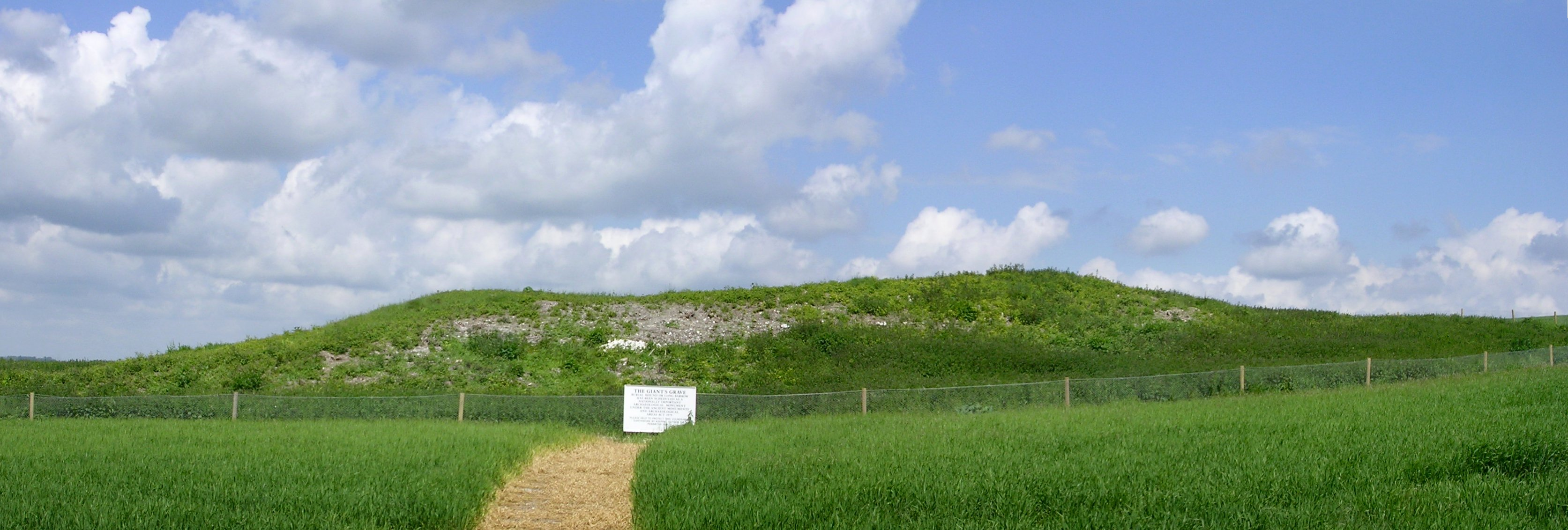
La tombe du géant, un long barrow (tumulus).

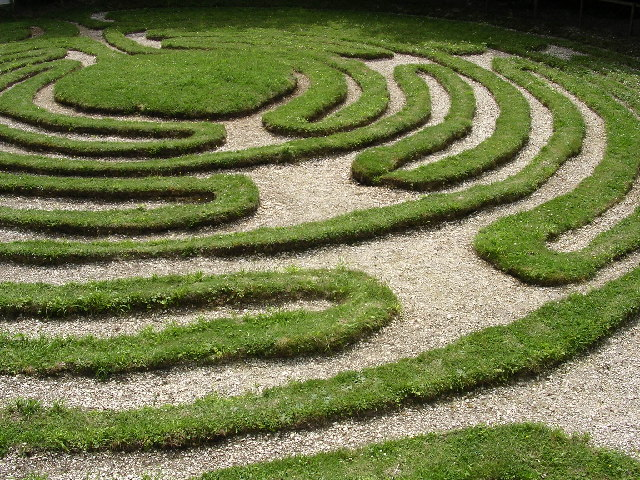
Mizmaz près de Breamore.

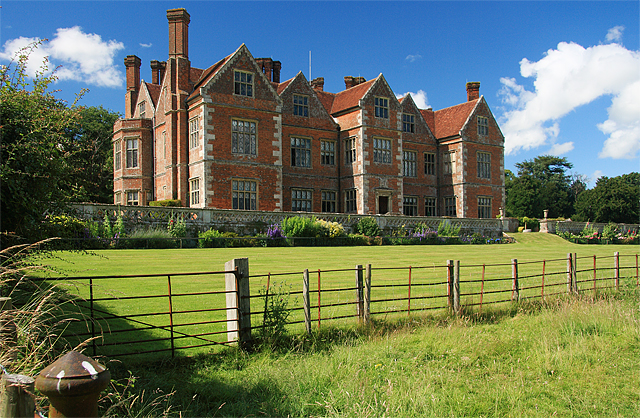
Breamore House.

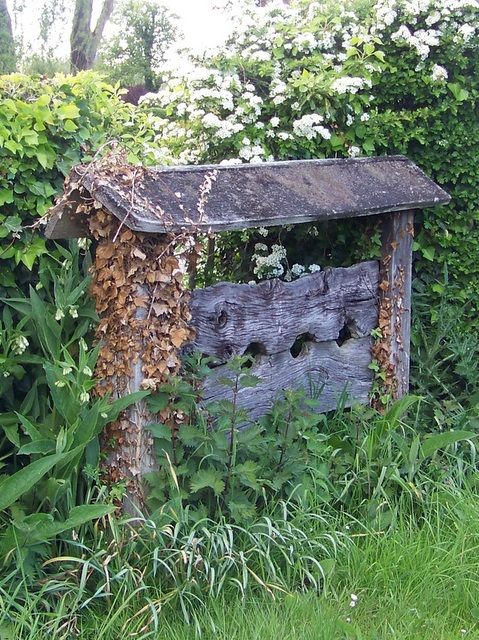
Pilori du village.

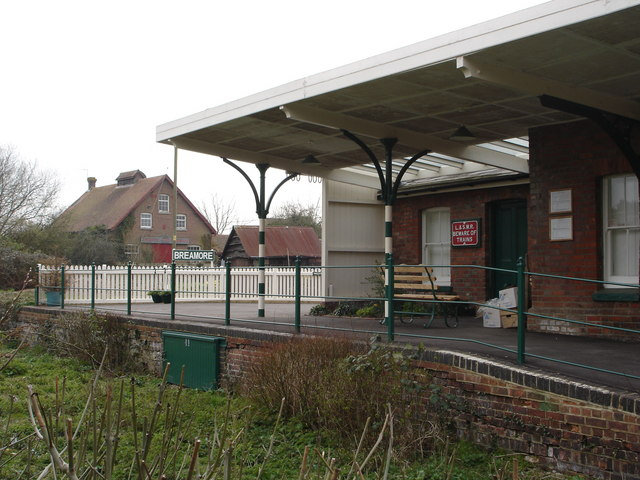
Gare désaffectée.

Breamore (prononcé en anglais : [brɛMəR] [ breamor]) est un village et une paroisse civile près de Fordingbridge dans le Hampshire, en Angleterre.
La paroisse comprend la maison de campagne d'un notable élisabéthain, Breamore House, construite avec un plan en forme de « E ». L’église paroissiale dédiée à  Sainte-Marie a la forme d'une croix anglo-saxonne.

## Vue d'ensemble
Le village de Breamore est principalement situé sur la route A338 entre Fordingbridge et  Downton, bien que l'église et Breamore House se trouvent à un peu plus d'un kilomètre à l'ouest de la route.
Dans la paroisse se trouvent le marais (un important manoir y subsiste dans la verdure) et la  rivière Avon : tous deux sont répertoriés comme sites d'intérêt scientifique spécial. D'autres parties de la paroisse se situent dans les Cranbourne Chase et West Wiltshire Downs.

## Histoire
Breamore Down héberge plusieurs tumuli de l'Âge du bronze. Un tumulus allongé connu sous le nom de la tombe du géant mesure 65 m de long et 26 m de large avec des fossés sur les côtés, il est maintenant partiellement endommagé. Breamore Down présente aussi un mystérieux mizmaze (en) sur ses hauteurs.
On se demande si le peuple de l'âge du bronze ou les moines médiévaux étaient responsables de ces motifs coupés dans le gazon.
Le nom Breamore, enregistré sous le nom de Brumore en 1086, peut être dérivé du vieil anglais Brommor qui signifie « balai (couvert) ».
Très tôt, le manoir de Breamore a appartenu à la couronne et a fait partie du manoir royal de Rockbourne en 1086.
Très tôt, probablement par la concession d'Henri Ier, Breamore passa aux comtes de Devon, seigneurs de l'île de Wight, qui le tenait du roi. En 1299, Édouard Ier l'a confié à son épouse, Marguerite de France, mais en 1302, Breamore a été transmis à Hugues de Courtenay (en). À partir de ce moment-là, il appartient aux comtes de Devon jusqu'à ce qu'il soit accordé, en 1467, à Walter Blount, 1er baron Mountjoy (en).
En 1475, Breamore est séparé des biens du roi, qui l'a accordé à vie en 1490 à sir Hugh Conway et à son épouse Elizabeth. En 1512, il est accordé à la veuve de Catherine d'York, Guillaume de Courtenay, 1er comte de Devon, et à ses héritiers. Son fils Henri a été nommé marquis d'Exeter en 1525, mais il a été décapité en 1538–1539, lorsque le manoir a de nouveau été confié par la Couronne.
Le manoir fut accordé en 1541 à la reine consort Catherine Howard et en 1544 à Catherine Parr qui, après la mort d'Henri VIII, se maria avec Thomas Seymour, 1er baron Seymour de Sudeley, à qui Breamore a été accordé par Édouard VI en 1547. Lors de son exécution en 1549 il est de nouveau passé à la Couronne et a été accordé en 1579 par Élisabeth Ire à Christopher Hatton. William Dodington le lui a acheté  et est mort en 1600 laissant un fils héritier Sir William. À partir de cette date, Breamore suivit la descendance des propriétaires de South Charford jusqu'en 1741, date à laquelle Francis Lord Brooke la vendit à Samuel Dixon, avant sa vente à Sir Edward Hulse
La gare de Breamore s'est ouverte en 1866. Elle était desservie par le Salisbury and Dorset Junction Railway, une ligne nord-sud longeant la rivière Avon, reliant Salisbury au nord et Poole vers le sud. Fermée en 1964, la station désaffectée existe toujours sur la route qui mène à l'est de l'A338.

## L'église Sainte-Marie
L'église Sainte-Marie est un exemple presque complet d'église anglo-saxonne. Le bâtiment se compose d'un chœur et d'une nef, séparés par une tour centrale carrée. Les ouvertures sont formées d'entrelacs en filet datant de 1340. Une « fenêtre de lépreux » se trouve dans le mur nord. Il reste sept fenêtres saxonnes double-played. L'arc de chœur et l'arc du mur ouest de la tour datent du XVe siècle. La tour abrite quatre cloches coulées à la fin du XVIe et au début du XVIIe siècle. Une inscription anglo-saxonne datant du règne de Ethelred II et une croix saxonne  mutilée avec des figures de Notre-Dame et de Saint-Jean sont également visibles.

## Prieuré de Breamore
Le prieuré de Breamore a été fondé vers la fin du règne d' Henry I par  Baldwin de Redvers et Hugh son oncle, à la descendance duquel appartenait l'advowson. Il a apparemment été visité par Richard II en 1384. Baldwin et Hugh de Redvers ont doté leur prieuré de Breamore de certaines terres à Breamore qui formaient le noyau du manoir connu plus tard sous le nom de Breamore Bulborn. Divers donateurs ont ajouté des cadeaux de terrains qui ont été fusionnés avec le manoir.
Lors de la dissolution des monastères en juillet 1536, le site fut concédé en novembre de la même année avec les manoirs de Breamore et de Bulborn à Henry Courtenay, 1er marquis d'Exeter, et son épouse  Gertrude. Il a ensuite suivi la descendance des propriétaires de Breamore Bulborn, se fondant avec les biens de ce manoir.

## Breamore House
Breamore House se trouve au nord-ouest de l'église. La maison originale était un très bel édifice de brique et de pierre de la fin du XVIe siècle, mais elle a malheureusement été incendiée en 1856. Elle a été restaurée sur les anciennes lignes, en incorporant l'ancienne maçonnerie telle qu'elle était et maintenant, à courte distance, elle ressemble encore à un bâtiment élisabéthain.

## Pilori de Breamore
Les piloris du village peuvent être aperçus au bord de la route A338. Ils étaient à l'origine au carrefour mais se trouvent maintenant en face de l'hôtel Bat and Ball. Ils ont été restaurés après avoir été gravement endommagés par un camion. Les « stocks » sont des  poteaux à fouetter formés avec des planches horizontales avec quatre trous pour les membres . Un petit toit récent a été installé au-dessus.